# Blackheath
Blackheath est un district du sud-est de Londres, autour du jardin public nommé « The Heath », et marquant la limite entre les boroughs de Lewisham et de Greenwich. Le point central de Blackheath est le « Village », partagé entre les deux districts. Le méridien de Greenwich traverse la partie ouest de Blackheath.

## Stade de Blackheath
Le stade de Rectory Field, siège de l'équipe de rugby à XV de Blackheath RC, se situe à Blackheath.

## Personnalités liées à Blackheath
Sont nées à Blackheath les personnalités suivantes : 
- Maria Georgina Grey (1816-1906), pédagogue et écrivaine ;
- Charles Heisch (1820-1892), chimiste ;
- Emily Davison (1872-1913), suffragette ;
- Mary Quant (1930-2023), couturière ;
- Vanessa Redgrave (1937-), actrice ;
- Glenn Tipton (1947-), guitariste et compositeur du groupe de heavy metal Judas Priest ;
- Richard Branson (1950-), entrepreneur.
- Montague John Druitt (en) (1857-1888), avocat. L'un des suspects dans l'affaire Jack l'éventreur.
- Hugh Bonneville (1963-), acteur
- Jools Holland (1958-), pianiste et présentateur de télévision

Y sont décédées les personnalités suivantes :
- Philip John Bainbrigge (1817-1881), artiste, arpenteur et officier de l'armée britannique ;
- Glenda Jackson (1936-2023), actrice et femme politique britannique.